# فابيان سانتانا
فابيان سانتانا (بالإسبانية: Fabián Santana)‏ (29 يوليو 1985 بجنرال رودريغيز في الأرجنتين - ) هو لاعب كرة قدم أرجنتيني في مركز الوسط. لعب مع باراكاس سينترال وبانفيلد وتشاكاريتا جيونيورز.

## وصلات خارجية
- فابيان سانتانا على موقع قاعدة بيانات كرة القدم.إي يو (الإنجليزية)